# Jakob Busk
Jakob Busk Jensen (Copenhague, 12 de septiembre de 1993) es un futbolista danés. Juega de portero y su equipo es el F. C. Nordsjælland de la Superliga de Dinamarca.

## Trayectoria
Formado en las inferiores del FC Copenhague, Busk formó parte del primer equipo del club desde la temporada 2012-13. Debutó en la Superliga el 16 de mayo de 2013 contra el Randers FC. En 2014 fue enviado a préstamo al AC Horsens y al año siguiente al Sandefjord.
En enero de 2016 fichó por el Unión Berlín de Alemania.

## Selección nacional
Fue internacional juvenil con la selección de Dinamarca.

## Estadísticas
Actualizado al último partido disputado el 1 de diciembre de 2024.
| Club                                                             | Div.          | Temporada     | Liga  | Liga  | Copas nacionales(1) | Copas nacionales(1) | Copas internacionales | Copas internacionales | Total | Total |
| Club                                                             | Div.          | Temporada     | Part. | Goles | Part.               | Goles               | Part.                 | Goles                 | Part. | Goles |
| ---------------------------------------------------------------- | ------------- | ------------- | ----- | ----- | ------------------- | ------------------- | --------------------- | --------------------- | ----- | ----- |
| F. C. Copenhague Dinamarca                                       | 1.ª           | 2012-13       | 1     | 0     | 0                   | 0                   | 0                     | 0                     | 1     | 0     |
| F. C. Copenhague Dinamarca                                       | 1.ª           | 2013-14       | 3     | 0     | 3                   | 0                   | 0                     | 0                     | 6     | 0     |
| F. C. Copenhague Dinamarca                                       | Total club    | Total club    | 4     | 0     | 3                   | 0                   | 0                     | 0                     | 7     | 0     |
| AC Horsens Dinamarca                                             | 2.ª           | 2014-15       | 17    | 0     | 1                   | 0                   | ―                     | ―                     | 18    | 0     |
| AC Horsens Dinamarca                                             | Total club    | Total club    | 17    | 0     | 1                   | 0                   | 0                     | 0                     | 18    | 0     |
| Sandefjord · Noruega                                             | 1.ª           | 2015          | 14    | 0     | 1                   | 0                   | ―                     | ―                     | 15    | 0     |
| Sandefjord · Noruega                                             | Total club    | Total club    | 14    | 0     | 1                   | 0                   | 0                     | 0                     | 15    | 0     |
| F. C. Union Berlin · Alemania                                    | 2.ª           | 2015-16       | 14    | 0     | 0                   | 0                   | ―                     | ―                     | 14    | 0     |
| F. C. Union Berlin · Alemania                                    | 2.ª           | 2016-17       | 22    | 0     | 1                   | 0                   | ―                     | ―                     | 23    | 0     |
| F. C. Union Berlin · Alemania                                    | 2.ª           | 2017-18       | 20    | 0     | 0                   | 0                   | ―                     | ―                     | 20    | 0     |
| F. C. Union Berlin · Alemania                                    | 2.ª           | 2018-19       | 0     | 0     | 0                   | 0                   | ―                     | ―                     | 0     | 0     |
| F. C. Union Berlin · Alemania                                    | 1.ª           | 2019-20       | 0     | 0     | 0                   | 0                   | ―                     | ―                     | 0     | 0     |
| F. C. Union Berlin · Alemania                                    | 1.ª           | 2020-21       | 0     | 0     | 0                   | 0                   | ―                     | ―                     | 0     | 0     |
| F. C. Union Berlin · Alemania                                    | 1.ª           | 2021-22       | 0     | 0     | 0                   | 0                   | 0                     | 0                     | 0     | 0     |
| F. C. Union Berlin · Alemania                                    | 1.ª           | 2022-23       | 0     | 0     | 0                   | 0                   | 0                     | 0                     | 0     | 0     |
| F. C. Union Berlin · Alemania                                    | 1.ª           | 2023-24       | 0     | 0     | 0                   | 0                   | 0                     | 0                     | 0     | 0     |
| F. C. Union Berlin · Alemania                                    | Total club    | Total club    | 56    | 0     | 1                   | 0                   | 0                     | 0                     | 57    | 0     |
| SönderjyskE Dinamarca                                            | 1.ª           | 2024-25       | 14    | 0     | 2                   | 0                   | ―                     | ―                     | 16    | 0     |
| SönderjyskE Dinamarca                                            | Total club    | Total club    | 14    | 0     | 2                   | 0                   | 0                     | 0                     | 16    | 0     |
| TSG 1899 Hoffenheim · Alemania                                   | 1.ª           | 2024-25       | 0     | 0     | ―                   | ―                   | ―                     | ―                     | 0     | 0     |
| TSG 1899 Hoffenheim · Alemania                                   | Total club    | Total club    | 0     | 0     | 0                   | 0                   | 0                     | 0                     | 0     | 0     |
| F. C. Nordsjælland Dinamarca                                     | 1.ª           | 2025-26       | 0     | 0     | 0                   | 0                   | ―                     | ―                     | 0     | 0     |
| F. C. Nordsjælland Dinamarca                                     | Total club    | Total club    | 0     | 0     | 0                   | 0                   | 0                     | 0                     | 0     | 0     |
| Total carrera                                                    | Total carrera | Total carrera | 105   | 0     | 8                   | 0                   | 0                     | 0                     | 113   | 0     |
| (1) Incluye datos de la Copa de Dinamarca y la Copa de Alemania. |               |               |       |       |                     |                     |                       |                       |       |       |

## Palmarés

### Títulos nacionales
| Título                 | Club             | País      | Año     |
| ---------------------- | ---------------- | --------- | ------- |
| Copa de Dinamarca      | F. C. Copenhague | Dinamarca | 2011-12 |
| Superliga de Dinamarca | F. C. Copenhague | Dinamarca | 2012-13 |